# Сиракузи
Сираку́зи (італ. Siracusa, грец. Συράκοσαι, Συράκουσαι, Συρήκουσαι, лат. Syracusae) — місто на острові Сицилія, в давнину — одне з найвизначніших міст-держав Середземного моря. Руїни античних Сиракуз — пам'ятка всесвітньої спадщини. Тепер на місці античного поселення стоїть італійське місто Сиракуза.

## Історія

### Перші поселенці
Сліди людського життя в районі Сиракуз сягають палеоліту.
Міфи зберегли розповіді мандрівників з мінойського Криту і мікенської Греції, що згадували про племена сіканів та їхніх ватажків, яких вони іменували царями. Ці розповіді підтверджуються й археологічними знахідками. На думку деяких дослідників сікани були далекими родичами іберів та лігурів. Під час навали «народів моря» на Сицилію прибули нові переселенці, зокрема сікули.

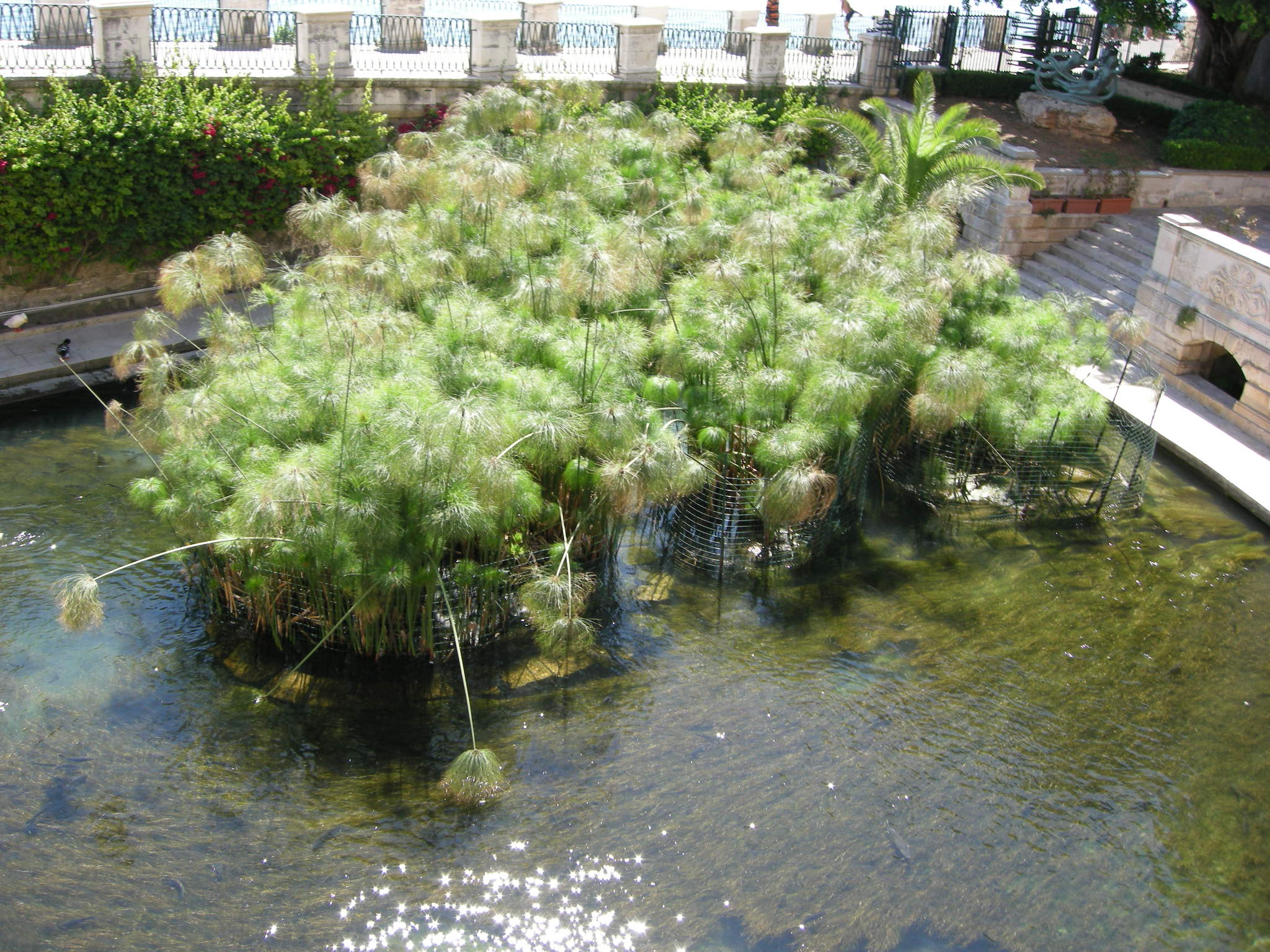
Джерело Аретуза (сучасний вигляд)

Власне, першим відомим поселенням на острові Ортігія було селище сікулів. Розташоване було воно на пагорбі над джерелом Аретуза. Місцевий ринок мав назву Сірако (за іншою версією Сірако було назвою місцевого болота).
З часом на південному сході Сицилії виникла Іблейська держава зі столицею в Іблі (сучасній Панталіці). Разом з іншими сикульскими поселеннями до її складу увійшла і Ортігія.
Матеріали розкопаних на острові сікульських могильників свідчать про наявність контактів тубільців з грецькими торговцями з Евбеї.

### Сиракузи під владою гаморів
У 733 році до н. е. сікулів з Ортігії вигнали грецькі колоністи — коринфяни, до яких, можливо, приєдналися вихідці з Аргосу. Один з ойкістів, Архій, принаймні, був нащадком аргоських Гераклідів. В районі мису Зефіріон, до колоністів приєдналися ще й мегаряни. Колонія отримала назву Сиракузи і спочатку займала лише найпівденнішу частину Ортігії, де на мисі, що заглиблювався у море, було зведене святилище Гери, найповажнішої дорійської богині.
Підкорені тубільці були перетворені на громадських рабів — кіліріїв. Нащадки перших колоністів, так звані гамори, складали у місті панівну верхівку. Лише вони спочатку могли брати участь в народних зборах, які в Сиракузах мали назву ескліт, і обирали притана, якого за деякими свідченнями в Сиракузах називали басилеєм. Найвідомішим сиракузьким басилеєм вважають Полліса, який уславився встановленням численних статуй і виведенням особливого сорту солодкого вина.
Становище Сиракуз було надзвичайно зручним. Невеликий острів було легше захищати в разі ворожого наступу. А на самому острові була питна вода — завдяки джерелу Аретуза. Родючі ґрунти та приязне ставлення мешканців сусіднього узбережжя сприяли швидкому піднесенню Сиракуз, які вже з VII ст. до н. е. почали створювати власні колонії — заснувавши зокрема Гелори і Акри (664 р. до н. е.).
У 649 р. до н. е. між двома угрупованнями в середовищі гаморів виник конфлікт — легенда стверджує, що приводом для нього стали ревнощі молодиків з різних родин. Рід Мілетідів зазнав поразки і змушений був залишити місто, перебравшись до Гімери, заснованої у 648 р. до н. е. вихідцями з Занкли і Міл. Сам стан гаморів внаслідок перевороту втратив замкнений характер, а до участі в народних зборах були допущені й інші вільні громадяни. Проте загалом аристократичний устрій міської громаді зберігся. Не дивно, що саме в Сиракузах знайшли притулок Сафо та її брати, змушені були залишити батьківщину під час гонінь проти родової знаті. Відвідував Сиракузи і Аріон.
Саме в цей час з'явилися нові сиракузькі колонії — Касма (643 р. до н. е.) і Камарина (598 р. до н. е.). У 554 р. до н. е. камаринці повстали проти своєї метрополії і за це були назавжди виселені з міста. Сиракузи стали центром великої держави, що охоплювала майже всю південно-східну Сицилію. Символом її могутності стали храм Аполлона, збудований в 70-х роках VI ст. до н. е. на Ортігії поруч із гаванню, та святилище Зевса Олімпійського, зведеного через кілька десятиріч посеред родючої долини річки Анап — в глибині суходільних володінь Сиракуз.
Зростання чисельності мешканців міста відбувалося насамперед за рахунок переселенців, які не мали громадянських прав. Ці переселенці формували сиракузький демос, що з часом все наполегливіше вимагав доступу до влади. Саме на його підтримку намагався опертися заможний сиракузянин Агафокл, який домігся посади епістата — керівника будівництва храму Афіни. Згодом його звинуватили в тому, що своїм становищем він скористався для того, щоб скупити найкраще каміння для зведення власного будинку. Агафокл загинув внаслідок нещасного випадку, але суд гаморів засудив його посмертно, запідозривши в намаганні встановити тиранію.

### Перша «демократична революція» і тиранія Діноменідів

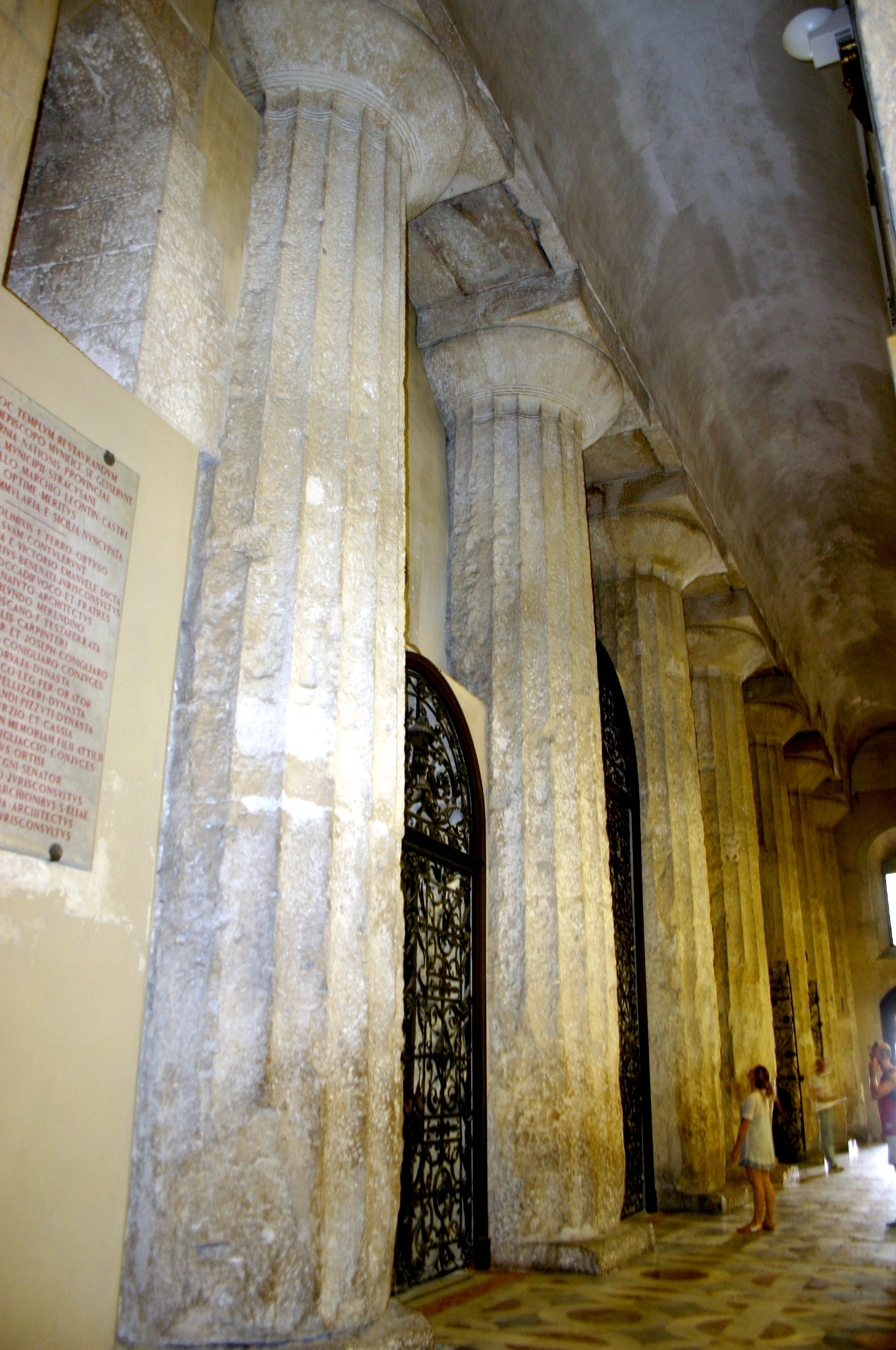
Колони храму Афіни, зведеного Гелоном

На початку V ст. до н. е. спалахнула війна між Сиракузами та сусідньою Гелою. У 492 р. до н. е. тиран Гели Гіппократ вщент розгромив сиракузян в битві на річці Гелорі і взяв Сиракузи в облогу. Взяти місто йому не вдалося, але за умовами укладеного миру сиракузяни змушені були поступитися Камариною з округою. Поразка підірвала владу гаморів. У 491 р. до н. е. демос за підтримки кіліріїв захопив владу і вигнав гаморів. Кілірії отримали права громадян, а місті була встановлена демократія. Гамори перебралися до Касми, сподіваючись на реванш. Ватажки демосу і справді виявилися незграбними керівниками. В Сиракузах почалися смути. У 485 р. до н. е. в боротьбу втрутився новий тиран Гели Гелон. Разом з загонами гаморів він підступив до міста. Містяни, втомлені від заворушень, навіть не намагалися захищатися і без бою віддалися під владу Гелона, який таким чином став і тираном Сиракуз (не полишаючи влади над Гелою). Новий володар повернув гаморам відібрані у них землі, але на колишнє панівне становище вони вже претендувати не могли. Кілірії зберегли свободу і права громадянства. Чисельність громадян Гелон збільшив у кілька разів. Спочатку він переселив до Сиракуз мешканців Камарини, зрівнявши їх у правах з сиракузянами. Таким самим чином він вчинив з половиною мешканців Гели. Після довгої облоги Гелон оволодів Мегарами Гіблейськими. Більшість мешканців підкореного міста була продана в рабство, але заможна верхівка не ліше зберегла свободу, але й отримала права громадян Сиракуз. Така ж доля чекала на багатіїв іншого міста — Евбеї. Створена Гелоном верства великих власників з часом отримала назву іппеїв, або ж «вершників».
Гелон значно розширив межі Сиракуз. На узбережжі з'явилися нові квартали — Тіхе і Неаполь. Саме в Неаполі були зведені храми Деметри і Кори. На Ортігії натомість був збудований інший храм — в самоському стилі. Були оновлені сиракузькі мури. В місті з'явився водогін. За правління Гелона в Сиракузах жили поети Епіхарм та Форміс. Формісу тиран навіть довірив виховання своїх дітей.
Гелон прагнув об'єднати грецькі міста для боротьби з зовнішніми ворогами, жваво відгукнувся на заклик створити союз для боротьби з персами, допоміг Акраганту у війні з карфагенянами, що завершилася блискучою перемогою під Гімерою (480 р. до н. е.) На честь цієї перемоги сиракузький храм Афіни був перебудований в «суворому» дорійському стилі.
Після смерті Гелона владу успадкував його брат Гієрон. Гієрон виявся суворим володарем, який однак дбав про подальше розширення Сиракузької держави. Він зруйнував міста Наксос й Катану, переселивши їх мешканців до Леонтін. На місці Катани було засновано нове місто Етна, куди переселено 10 тисяч людей. Тираном нового міста став син Гієрона Діномен. В Італії Гієрон захопив Гіппоній, Посідонію і Пітекусси та уклав союз з Кумами. У 474 р. до н. е. розгромив під Кумами етрусків, поклавши край їхньому просуванню на південь.
У 472 р. до н. е. Гієрон переміг правителя Акраганта Фрасідея і встановив у цьому місті дружню для Сиракуз демократію.
Гієрон підтримував науки і мистецтва. За його наказом архітектором Дамокопом в Сиракузах був збудований театр. Місто стало одним із культурних центрів усієї Греції, привертаючи до себе увагу таких митців як Есхіл, Симонід, Вакхілід та Піндар, які довгий час жили в Сиракузах.
Після смерті Гієрона у 466 р. до н. е. владу успадкував його молодший брат Фрасибул. Він перевершив свого брата в жорстокості, багатьох громадян він незаконно вбив або вигнав за надуманими звинуваченнями, а майно їх конфісковував .
Для свого захисту Фрасибул створив загін найманців, який протиставив громадянському ополченню. Обурені сиракузяни повстали і обрали собі власних ватажків — серед яких найвідомішим був Коракс — учень філософа Емпедокла, видатний оратор, якого наблизив до себе Гієрон, але переслідував Фрасибул. Тиран намагався домовитися з повстанцями, а коли це не вдалося, забарикадувався на Ортігії. Сиракузяни покликали на допомогу жителів міст Акраганта, Гімери, Селінунта і навіть сікулів. Зазнавши поразки в морському бою і на суходолі, Фрасибул змушений був укласти з повстанцями угоду, за якою відмовлявся від влади в обмін на можливість безперешкодно залишити місто разом зі своїми найманцями.

### Доба «другої демократії». Протистояння з Афінами
В Сиракузах та підлеглих їм містах вдруге була встановлена демократія. З міста змовників-олігархів, які мріяли про «пом'якшену» тиранію. За найманцями, які зрадили Фрасібула, громадянські права зберегли, але через три роки їм заборонили обіймати будь-які виборні посади як потенційним прихильникам тиранії. Обурені найманці повстали і навіть захопили Ортігію, але були розгромленів бою і назавжди залишили Сиракузи.

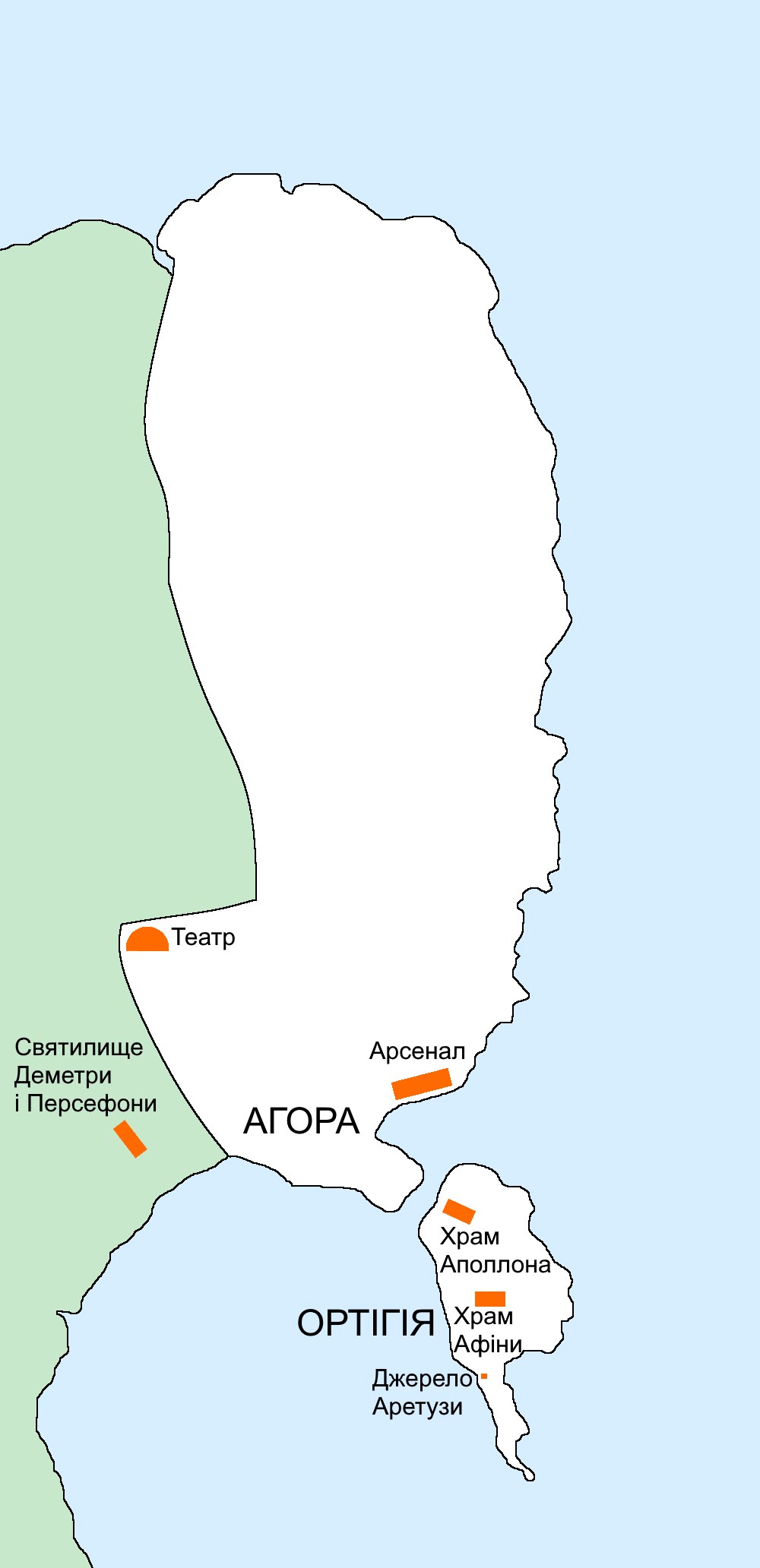
Сиракузи всередині V ст. до н. е.

Утвердження демократії змінило звички сицилійськіх політиків. Для того, щоб здобути прихильність громадян, їх потрібно було переконати
під час дискусії у народних зборах. Недивно, що саме Сиракузи вважають батьківщиною риторики як ораторського ремесла та мистецтва переконання загалом. Неперевершеними її майстрами вважали демагога Коракса та його учня Тисія. Вони удвох навіть склали перший відомий нам підручник з риторики, за яким навчали початківців і досвідчених промовців. Доба демократії стала часом розквіту в Сиракузах мистецтва комедії — найвідомішими тогочасними комедіографами вважають учня (а за деякими даними — сина) Епіхарма Дінолоха та його молодшого сучасника Софрона.
У 454 році до н. е. владу в місті намагався захопити аристократ Тіндарід, який своєю сміливістю та щедрістю здобув популярність серед незаможних сиракузян. Зі злидарів він навіть створив збройний загін власних охоронців. Тіндаріда одразу запідозрили в намаганні встановити тиранію, заарештували і засудили до страти. Його прихильники вчинили заколот, але були переможені, ув'язнені і страчені разом із ватажком. Щоб попередити нові спроби державного перевороту, в Сиракузах запровадили петалізм — процедуру, подібну до афінського остракізму.
У 453-452 рр. до н. е. сиракузяни здійснили глибоке морське вторгнення до володінь етрусків — на Корсику і острів Ельбу. Надалі Сиракузи в союзі з Акрагантом розпочали боротьбу з племінним союзом сікулів на чолі з їхнім ватажком Дукетієм. Залишений більшістю своїх соратників Дукетій змушений був здатися на милість переможців і був засланий до Коринфа. Оскільки Сиракузам тепер належали внутрішні області Сицилії, це забезпечило їм на майбутнє першість над іншими грецькими містами острову.
Щоправда війни з Леонтинами, Катаною та Наксосом затягнулися. Ті звернулися за допомогою до Афін, які одразу ж «відгукнулися». У 427 році до н. е. афінський флот з'явився біля сицилійських берегів. У 424 році до н. е. у Гелі були скликані збори представників усіх грецьких міст Сицилії, на якому сиракузяни домоглися загального примирення, тож афіняни змушені були забратися. Леонтинці зрештою змушені були укласти принизливий мир. Вони отримали права сиракузького громадянства, але їхнє місто було перетворене сиракузянами на власну сторожову фортецю.
Успіх зборів у Гелі був у багато пов'язаний з посиленням в самих Сиракузах іппеїв та їхнього лідера Гермократа. Гермократ був упевнений, що афіняни повернуться, тому наполягав на обмеженні «свавілля» демосу та створенні в місті сильної військової влади. Йому опонували демагоги на чолі з Афінагором, які звинувачували Гермократа в прагненні встановити в Сиракузах олігархію.
B 415 р. до н. е. афіняни і справді знайшли новий привід для втручання — «відгукнулися» на запрошення жителів Сегести допомогти їм у війні проти Селінунта, підтриманого Сиракузами. Командувати походом були призначені найкращі афінські полководці — Нікій, Ламах и Алківіад. Останнього, щоправда, майже одразу відкликали. Стривожені сиракузяни за порадою Гермократа замість регулярної колегії з 15 стратегів обрали 3 стратегів-автократорів одним з яких став сам Гермократ. А в 414 р. до н. е. був сформований загін спеціального призначення з 600 добірних гоплітів;. Проте головне, що війна з Афінами набула характеру справжньої народної визвольної боротьби.
Помилкою афінян вочевидь стало те, що замість швидкого удару Нікій обрав вичікувальну тактику. Затримка дозволила Сиракузам послати за допомогою до Спарти, яка надіслали до Сицилії сильне військо на чолі з Гіліппом. Об'єднавши свої сили з сиракузянами, йому вдалося відкинути афінян і завадити падінню міста.
Прибуття з Афін підкріплень під командуванням Демосфена афінянам не допомогло. Після тривалих коливань стратегами було ухвалене рішення відступати, однак 27 серпня 413 року до н. е. сталося місячне затемнення, яке вони сприйняли як погану прикмету. З відступом вирішено було почекати. Ця затримка дорого коштувала афінянам. У морській битві афінський флот був повністю розбитий, залишки війська почали відступ вглиб острова з надією дістатися до позицій союзників. Однак сиракузяни розпочали переслідування і зрештою повністю розгромили супротивника. Значна частина афінських вояків потрапила в полон і пізніше була продана в рабство, а стратеги Нікій і Демосфен були страчені.

### Гермократова смута
Перемога над афінянами зміцнила, однак, позиції не іппіеїв, а демагогів. У 412 р. до н. е. ватажок сиракузьких демократів Діокл запровадив важливі зміни в державному устрої Сиракуз. Зокрема, посадових осіб почали обирати за жеребом. Гермократа з флотом відправили на схід — воювати з афінянами у їхніх берегів. Сиракузькі кораблі діяли переважно в Іонії та чорноморських протоках. Гермократ поступово перетворився на незалежну політичну фігуру, і стривожені демагоги домоглися його зміщення. Гермократ здав командування, проте одразу ж вирушив до перського сатрапа Фарнабаза і отримав від нього гроші, на які став готувати найманців і трієри для повернення до Сиракуз.
Тим часом в суперечку Сегести і Селінунта втрутилися карфагеняни. В 409 р. до н. е. величезне карфагенське військо на чолі з Ганнібалом десантувалося в Сицилії. Сиракузи були зайняті продовженням війни з сусідами, тому забарилися з наданням допомоги Селінунту. Лише після укладення перемир'я з Наксосом і Катаною, незначний загін — з 4000 вояків — вирушив на допомогу Гімері. Командував загоном Діокл. Втім, після перших невдач загін повернувся додому. Гімера впала. Діокла ганьбили як боягуза, якщо не зрадника.
Послабленням становища супротивника відразу ж скористався Гермократ. На чолі своїх найманців, до яких приєдналися вцілілі гімеряни, він рушив на Сиракузи. Проте місто зачинило перед ним браму. Народні збори оголосили колишнього флотоводця бунтівником та засудили його
до заслання. Йти на штурм Гермократ не наважився. Замість цього він отаборився на руїнах Селінунта і почав скликати до себе усіх греків, які постраждали від карфагенського вторгнення. Армія Гермократа швидко зросла до шести тисяч вояків. З ними він на свій страх і ризик розпочав боротьбу з чужоземцями, спустошуючи карфагенські володіння у західній Сицилії.
Ім'я Гермократа здобувало все більшу популярність у Сиракузах. Щоб переконати співвітчизників у своїх добрих намірах, він зібрав останки сиракузьких вояків, які загинули у битві з карфагенянами під Гімерою, та з жалобною процесією відправив їх для поховання на батьківщину. Діокл розцінив це як виклик і рішуче заперечив проти урочистого похорону. Втім, навіть для його власних прихильників з лав демосу це було занадто. Народні збори наполягли на тому, щоб полеглим віддали належну шану, а Діокла, як до того Гермократа, вигнали з Сиракуз.
Владу здобув інший демагог — Дафней. Прихильники Гермократа спробували провести рішення про помилування та повернення свого ватажка, проте народні збори їх не підтримали. Вигнанця й надалі сприймали як кандидата в тирани. І як згодом з'ясувалося, не без підстав: роздратований відмовою Гермократ знову вирушив зі своїм військом на Сиракузи. Перевороту завадила несподівана сутичка з захисниками міста. Гермократ загинув у бою, більшість його прихильників перебили, а тих, що залишилися живими, засудили до вигнання.

### Тиранія Діонісія і його наступників
У 406 р. до н. е. знову перейшли у наступ. Їхній новий командувач Гімількон взяв в облогу Акрагант. Сиракузьке військо на чолі з Дафнеєм вирушило на допомогу. Однак полководцем демагог був незграбним і місто не утримав. Один з колишніх вояків Гермократа на ім'я Діонісій звинуватив Дафнея у зраді. Обурені сиракузяни усунули Дафнея та обрали інших полководців, серед них і Діонісія.
Після здобуття Акраганта карфагеняни взяли в облогу Гелу. Оборону доручили Діонісію. Почав він з того, що відібрав нібито для потреб оборони майно у місцевих багатіїв, а здобуті таким чином гроші витратив на власних найманців. Прибувши до Сиракуз, він звинуватив інших полководців та демагогів на чолі з Демархом у змові з карфагенянами. Збиті з пантелику народні збори призначили Діонісія стратегом-автократором, тобто одноосібним командувачем з надзвичайно широкими повноваженнями.
Невдовзі після свого обрання Діонісій інсценував замах на самого себе. Зібравши сиракузян у далеких Леонтинах — подалі від звичної для них агори — він домігся від них згоди на створення гвардії власних охоронців. Вже невдовзі ця гвардія разом з вірними стратегу найманцями взяла Сиракузи під щільний контроль. Після цього Діонісій скликав народні збори і домігся від них засудження й страти Демарха, Дафнея та інших своїх політичних супротивників, а потім відкрито встановив у місті тиранію (квітень 405 р. до н. е.)
Щоб зміцнити свою владу, Діонісій одружився з дочкою Гермократа. Невдовзі, однак, тиран зазнав поразки від карфагенян під Гелою. Сиракузькі вершники намагалася вбити Діонісія, але його захистили вірні найманці. Тоді вершники підняли повстання в самих Сиракузах. Проте Діонісій тієї ж ночі увірвався до міста і перебив бунтівників. Тим часом Сиракузи взяли в облогу карфагеняни. Лише епідемія в таборі нападників врятувала місто. У 405 р. до н. е. був укладений мир, який віддавав Карфагену половину Сицилії з Селінунтом, Гімерою, Акрагантом і землями сиканів.
Сам Діонісій розглядав цей мир як тимчасовий і готувався до нової війни. Зрештою, він розумів, що тільки в такій війні може знайти виправдання подальше існування заснованого ним режиму. Вже в 404 р. до н. е., користуючись внутрішніми труднощами Карфагена, він почав наступ на незалежні сикульські громади, фактично денонсувавши угоду з карфагенянами. Нове велике повстання сиракузян зимою 403 р. до н. е. перервало розпочату військову кампанію, але лише на короткий час. Придушивши опозицію, Діонісій до 399 р. до н. е. встановив свій контроль над всією Східною Сицилією.
Відновлення сиракузького верховенства в Східній Сицилії означало створення необхідної політичної передумови для подальшої відкритої боротьби з Карфагеном. Одночасно в широких масштабах Діонісієм здійснювалася і власне військова та технічна підготовка до цієї боротьби: Сиракузи були обнесені новим кільцем укріплень, було заготовлено велику кількість зброї і нових тоді метальних знарядь — катапульт, створені сильний флот (понад 300 одиниць) і численна сухопутна армія. Завершивши підготовку, Діонісій в 398 р. до н. е. почав нову війну з Карфагеном, відкрито проголосивши своєю метою повне вигнання карфагенян із Сицилії. Ця II Карфагенська війна тривала до 392 р. до н. е.. Своєї мети в повному обсязі Діонісій досягти не зміг: вигнати карфагенян з острова йому не вдалося. Однак його успіхи були значними і придбання чималими: його держава простягалася тепер далеко на захід острова. Одночасно йшло розширення цієї держави і за межами Сицилії, в першу чергу за рахунок південноіталійських земель.
Відтак до середини 80-х років IV в. до н. е. на заході Середземномор'я склалася потужна територіальна держава, що розкинулася по обидва боки Мессинської протоки. Створивши цю державу сиракузький тиран не знижував своєї політичної активності і в наступні роки. Щоправда, в Сицилії, де він ще двічі воював проти карфагенян, йому не вдалося добитися нових успіхів. У підсумку III Карфагенської війни (382—374 рр.. до н. е.) він навіть мав поступитися супротивнику частину своїх володінь на заході Сицилії, а остання, IV війна, яку він вів з карфагенянами в рік своєї смерті (367/66 рр. до н. е.), теж нічого не змінила в цьому відношенні. Проте на інших напрямках він домігся багато чого. У північних водах його переважання було неподільним, про що свідчать і висновок колоній на узбережжя і острови Адріатичного моря, і глибоке вторгнення в Тірренське море, вчинене заради залякування етрусків. У Південній Італії він опанував Кротоном. Нарешті, він здійснював систематичне втручання у справи Балканської Греції, діючи тут на користь союзної з ним Спарти, але одночасно маючи на увазі і власні державні інтереси.
Створена зусиллями сиракузького тирана держава була, за справедливою оцінкою древніх, найпотужнішою в тогочасній Європі. Протягом кількох десятиліть це держава відігравала важливу роль в політичному житті античного Середземномор'я, надаючи сильний вплив па розвиток справ на Заході і досить відчутне — на Сході.
Джерелом міцності цієї держави була в першу чергу ініціативна зовнішня політика Діонісія, який зумів органічно зв'язати існування заснованого ним авторитарного режиму з рішенням великий, життєво важливою для західних греків проблеми — відображення карфагенян. Разом з тим і у внутрішній політиці сиракузького правителя можна виявити ряд конструктивних елементів, які повідомляли стійкість його режиму. Вельми продуманої була соціальна політика Діонісія. Після придушення заколоту сиракузьких вершників він запровадив частковий переділ власності: землі та будинки бунтівних аристократів були конфісковані, кращі з них тиран подарував своїм друзям і командирам найманих загонів, а інші пустив у розділ між іншими сиракузькими громадянами і найманцями. При цьому склад громадянського суспільства зазнав суттєвих змін: на місце винищених або вигнаних аристократів прийшли так звані неополіти (буквально «новогромадяни») — звільнені на волю й наділені правами громадянства раби репресованих аристократів. Проведення цих заходів дозволило Діонісію зберегти ще на деякий час маску народного вождя і надати своєму перевороту вид соціальної революції. Проте насправді головним підсумком цієї «революції» було зміцнення основ авторитарного режиму, який мав у своєму розпорядженні тепер масою прихильників і всередині громадянського суспільства, і за його межами.
Взагалі і тут характерною рисою нової державної системи був дуалізм, співіснування двох різних політичних начал — полісного і монархічного. Подвійністю відрізнялася вже особиста влада Діонісія, бо вона базувалася, з одного боку, на наданих йому одного разу громадою повноваженнях стратега-автократора, а з іншого — на силі його особистих друзів і найманців, що забезпечували йому можливість безперервної узурпації цих повноважень. Але і більш широко — в загальній соціально-політичної організації Сиракуз — можна було спостерігати те ж поєднання протилежних елементів: старе громадянське суспільство співіснувало з новим прошарком громадян (неополітов) і негромадян (найманців), для яких можливість політичної активності визначалася їх зв'язком з новим авторитарним режимом; поряд з цивільним ополченням виступила нова наймана армія, а поруч з традиційними представницькими органами цивільної громади — народними зборами і виборними магістратами — виросла нова монархічна адміністрація — рада друзів і військово-поліцейська бюрократія.
Прикметною рисою політики Діонісія було намагання не допустити розвитку антагонізму між цими, по суті, настільки різними елементами, а навпаки, по можливості сплавити їх у рамках безперервного співпраці — насамперед у боротьбі із зовнішнім ворогом — в єдине нерозривне ціле. У вмінні добиватися цього і полягала сила Діонісія. Однак справедливість вимагає визнати, що конструктивна співпраця монархії і цивільної громади обмежувалося при Діонісії лише рамками державного поліса Сиракуз і хіба що ще р. Локри, що залишався і при Діонісії на положенні привілейованого союзника. За їх межами, але відношенню до інших грецьким містам, Діонісій поводився цілком однозначно — як безумовний деспот, і в цьому зневазі до полісні традиціям вис власного міста треба бачити свідчення політичної обмеженості сиракузького правителя, принаймні в порівнянні з іншим знаменитим тираном того часу — Ясоном Ферським.
За життя Діонісія Старшого авторитарний режим в Сиракузах демонстрував свою силу, проте після його смерті не забарилися виявитися і слабкості. Наступник Діонісія Старшого, його син, розпусний і слабовольний Діонісій Молодший, виявився нездатним зберегти спадщину батька. Припинення наступальних воєн призвело Сиракузьку тиранію до втрати тієї зовнішньої ініціативи і сили, без яких такі системи не можуть існувати, і палацові чвари, що спалахнули в цих умовах, виявилися згубними для всього режиму.
Діонісій Молодший був сином Діонісія Старшого від Доріди, уроженки Локр Епізефірських. Але Діонісій Старший мав дітей і від іншої дружини — сиракузянки Арістомахи. Брат Арістомахи Діон був одним з найвпливовіших соратників Діонісія Старшого. Напередодні смерті тирана він безуспішно домагався зміни порядку престолонаслідування на користь своїх племінників, а потім продовжував інтриги вже прямо проти Діонісія Молодшого. Останньому вдалося на час припинити підступи Діона. Однак вигнаний із Сицилії (366 р. до н. е.) Діон не заспокоївся і в 357 р. до н. е. повернувся до Сицилії із загоном найманців. Виступивши під гаслом звільнення сицилійських греків від тиранії, Діон зміг залучити на свій бік низку міст, та й у самих Сиракузах його спочатку зустріли як визволителя. Не зумівши перешкодити висадці Діона на Сицилії і його маршу на в Сиракузи, Діонісій Молодший обмежився обороною Ортігії. На початку наступного року тиран, зневірившись у можливостях продовжувати боротьбу, втік до Локр. Він, правда, залишив на Ортігії залогу на чолі зі своїм сином Аполлократом, але, залишена напризволяще вона врешті-решт капітулювала.
Однак повалення Діонісія Молодшого обернулося і для сиракузян, і для інших сицилійців гіршою стороною. Демократичні традиції в сицилійських містах за півстоліття безперервної тиранії були сильно послаблені, і поліси тепер з легкістю визнавали владу підприємливих військових ватажків. У самих Сиракузах також тирани змінювали один одного з калейдоскопічною швидкістю, і в цьому вирі ще раз виринув на поверхню Діонісій Молодший, який в 347 р. до н. е. вдруге оволодів Сиракузами. До цього часу політичний хаос в Сицилії досяг своєї межі. вдруге оволодів Сиракузами. До цього часу політичний хаос в Сицилії досяг своєї межі.

### Римська доба
У 212 році до нашої ери під час оборони Сиракуз від римлян (друга Пунічна війна) Архімед сконструював кілька бойових машин, що дозволили городянам відбивати атаки переважаючих сил римлян протягом майже трьох років. Однією з них стала система дзеркал, за допомогою якої оборонці Сиракуз змогли спалити римський флот. Однак після тривалої облоги римляни здолали оборону міста, Архімед був убитий римським воїном під час розграбунку.

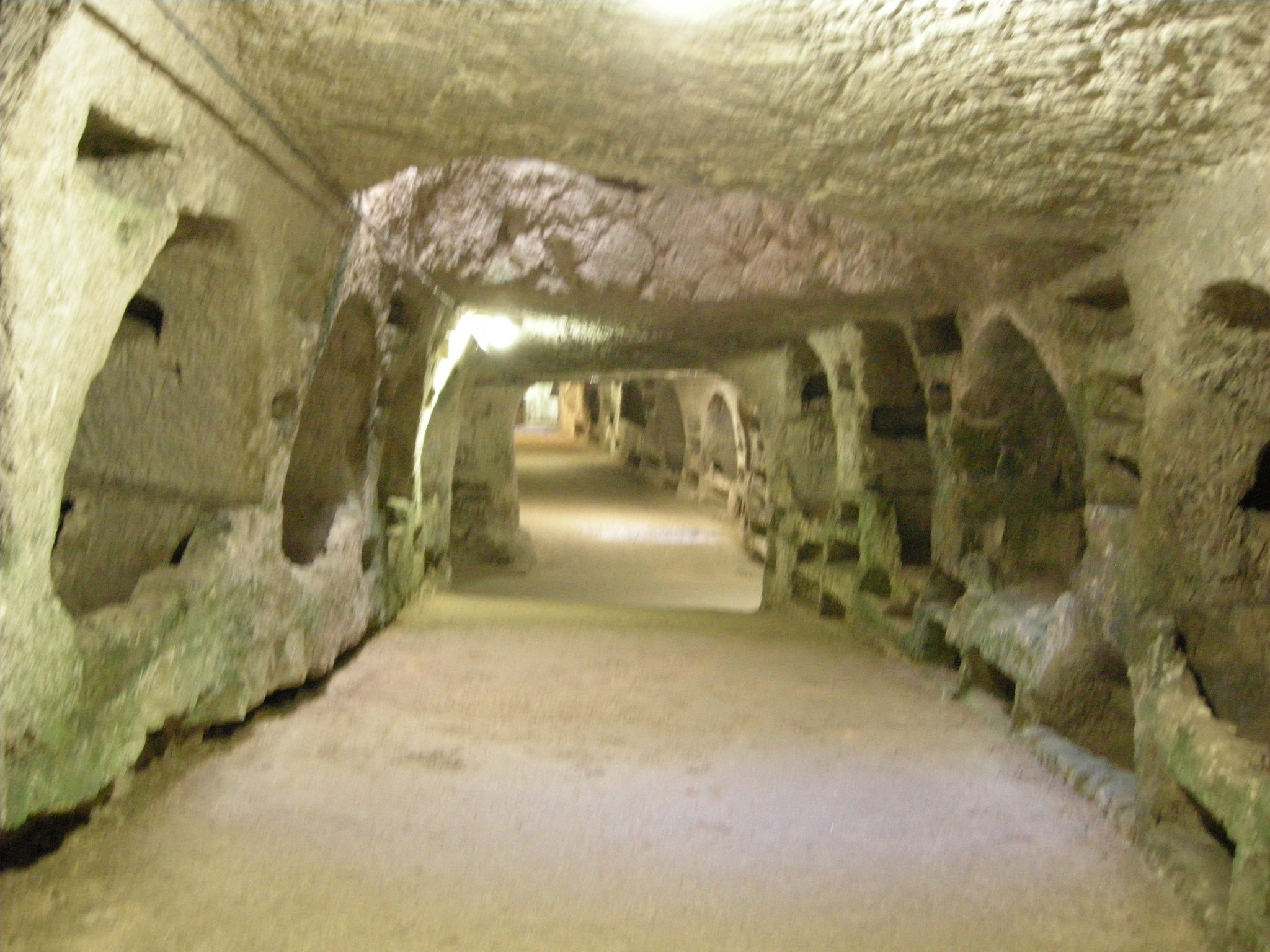
Катакомби Святого Іоанна в Неаполісі

Втративши самостійність, а згодом — і вплив, Сиракузи залишалися столицею римської Сицилії та місцем перебування претора — його резиденція була збудована на місці зруйнованого святилища Гери. Місцевий порт грав важливу роль у торгівлі між Сходом і Заходом Римської імперії.
Християнство в місті поширилося зусиллями апостола Павла та Марциана Сиракузького, першого єпископа Сиракуз, який зробив їх одним з головних центрів прозелітизму на Заході. В епоху гонінь у Сиракузах виникли численні катакомби, які за розмірами поступаються лише римським. Із заможної сиракузької родини походила відома християнська мучениця — св. Луція Сиракузька. За легендою, вона дала обітницю вічного дівування. Розлючений наречений ніби то викрив її належність до християнства і після жахливих катувань вона була обезголовлена — ймовірно, у 303 році.
У 440 році місто захопили вандали і разом з усією Сицилією Сиракузи увійшли до складу Африканського королівства.
31 грудня 535 року Велізарій встановив над містом візантійську владу. У 663–668 роках Сиракузи були резиденцією імператора Константа II. Імператор звіз до міста трофеї, захоплені під час війн в Італії, зокрема в Римі. Серед придворних поповзли чутки, що Констант II збирається остаточно перенести до Сиракуз столицю Візантійської імперії. Ці чутки виявилися для імператора фатальними — проти нього утворилася змова. Констант II був убитий під час купання, коли йому намилили голову, один із змовників вдарив по голові вінценосця шайкою і занурив його голову у відро з водою. Після вбивства Константа II візантійський двір перебрався до Константинополя.
Із здобуттям мусульманами острова Пантеллерія (700), Сиракузи стають жертвою численних нападів морських розбійників. В 740 р. загін на чолі з ватажком Хабібом захопив Сиракузи, але повстання берберів в Африці змусило загарбників залишити місто.
У 826 році командувач візантійського флоту на Сицилії Евфемій силою змусив місцеву черницю вийти за нього заміж. Імператор Михаїл II Травл надіслав до Сиракуз іншого свого полководця — Костянтина з дорученням усунути Евфемія, розірвати шлюб і відрізати злочінцю ніс. Евфемій збунтувався, вбив Костянтина і зайняв місто. Коли ж візантійці таки вибили його з Сиракуз — втік до Північної Африки і запропонував допомогу в здобутті Сицилії аглабідскім емірам — в обмін на захист і призначення воєначальником. Аглабіди надіслали армію, якою командував сімдесятирічний каді Асад ібн аль-Фурат. Асад взяв Сиракузи в облогу і відбив кілька спроб візантійців та їхніх союзників венеційців прорвати її ззовні. Лише несподівана пошесть (яку джерела називають чумою), змусила мусульман відступити.

### Під владою мусульман. Спроба візантійської «реконкісти»
Араби захопили Сиракузи лише 20-21 травня 878 року. Столицю Сицилії загарбники перенесли з Сиракуз до Палермо, але місто зберігало важливу торговельну роль. Сиракузький собор був перетворений на мечеть, а Ортігія була поступово перебудована в ісламському стилі. В 948 році був утворений Сицилійський емірат, на чолі якого стояла династія Кальбітів. Нові володарі провели на острові земельну реформу, яка збільшила продуктивність і стимулювала розвиток малих господарств, на противагу латифундіям, що існували на Сицилії з часів Римської імперії. Араби поліпшили систему іригації і почали культивувати апельсини, лимони, мигдаль та цукрову тростину. Населення Сиракуз, втім, залишалося християнським і говорило переважно грецькою. Період занепаду емірату почався з правління еміра Юсуфа аль-Кальбі (990—998). Невдовзі Сиракузи перетворилися на столицю напівсамостійної держави на чолі з еміром Абдаллою.
Обставинами скористалися візантійці. У 1040 році до мурів Сиракуз підступило імператорське військо під командуванням Георгія Маніака. В його лавах, окрім греків, були й нормани на чолі з майбутнім королем Норвегії Гаральдом Суворим і князем Салерно Гваймаром IV. У битві біля Тройні Абдалла зазнав поразки і був вбитий тоді ще маловідомим Вільгельмом Отвілем. Сиракузи дісталися візантійцям. Мощі Святої Лукії вивезли до Константинополя. На південному мисі Ортігії Маніяк звів цитадель, що згодом отримала назву «замку Маніяка». Невдовзі, щоправда, нормани розсварилися з візантійським командувачем і залишили Сицилію. Сам Маніяк образив командувача флотом Стефана, одруженого з сестрою імператора. Той розповів василевсу про наміри Маніяка зрадити імперію. Маніяка одразу ж відкликали до Константинополя та кинули до в'язниці. Після від'їзду Маніяка араби швидко повернули собі Сиракузи.
Новим еміром Сиракуз став Ібн ат-Тімна. Його правління стало часом найвищого піднесення мусульманських Сиракуз. Саме за цієї доби в місті жив поет Ібн Хамдіс.
У 1060 р. від Ібн ат-Тімна втекла дружина. Вона сховалася у брата, володаря Енни Ібн аль-Гаваса. Кинутий чоловік зажадав її повернення, взяв Енну в облогу, але був наголову розбитий своїм шурином. У лютому 1061 р. ображений емір вирушив до Калабрії, де зустрівся із Рожером Отвілем та закликав його разом воювати проти Ібн аль-Гаваса. У разі успіху Ібн ат-Тімна зобов'язався визнати верховну владу Рожера над Сицилією. Норманни і справді розпочали завоювання острова, володіння Ібн ат-Тімни були навіть розширені, але зрештою емір потрапив у пастку і був убитий. Розпочалася міжусобна війна і владу над Сиракузами здобув Ібн аль-Варді (у західних джерелах — Бенарвет).

### Від нормандців до Штауфенів
У 1076 р. Сиракузи намагався захопити зять Рожера — Гуго з Джерсі, але він був розбитий Бенарветом. У 1085 р. вже сам Бенарвет напав на калабрійске місто Нікотеро, розорив місцевий жіночий монастир і полонив черниць. Відповіддю став похід Рожера Отвіля із флотом на Сиракузи. З суходолу місто було блоковане Жорданом Отвілем. Зав'язалася морська битва, проте з'ясувалося, що норманські арбалетники стріляють з більшої відстані і з більшою точністю, ніж арабські лучники. Бенарвет спробував переламати хід битви, взявши корабель Рожера на абордаж, але був важко поранений і потонув при спробі перестрибнути на борт норманського корабля. Арабські моряки були дезорганізовані і майже повністю перебиті норманами. У вересні 1085 року Сиракузи відкрили ворота Рожеру. Місто було віддано в лен Жордану.

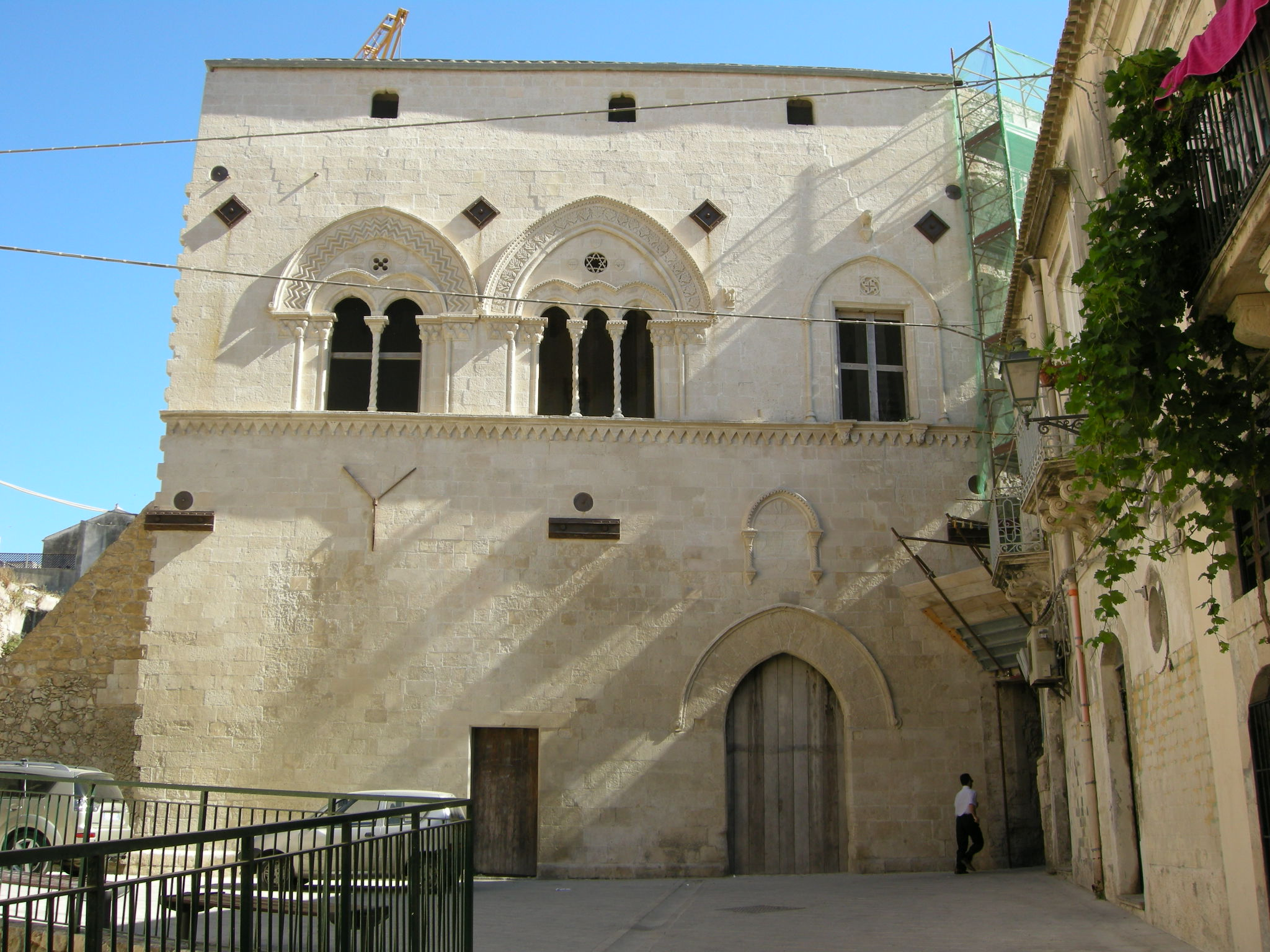
Палаццо Монтальто

Нові володарі відновили кафедральний собор Сиракуз і побудували інші церкви. Проте місто втратило колишній блиск та роль центру середземноморської торгівлі і культурного обміну, кількість мешканців різко скоротилася.
Скориставшись міжусобицями в Сицилійському королівстві, острів намагався прибрати до своїх рук імператор Священної Римської імперії Фрідріх I Барбаросса. У 1162 році він уклав задля цього союз з Генуезькою республікою, пообіцявши їй в обмін на допомогу віддати у володіння Сиракузи. Договір був підтверджений і сином Фрідріха I Генріхом VI, який однак не поспішав його виконувати, оскільки розглядав Сицилійське королівство як «посаг» своєї дружини Констанції — останньої представниці династії Отвілів. Зрештою до Сиракуз увійшла імператорська армія і місто увійшло до особистих володінь імператора.
Після смерті Генріха VI королем Сицилії став його малолітній син Фрідріх. Скориставшись малолітством монарха, 1202 року Сиракузи захопили пізанці на чолі з Раньєрі ді Манента. У 1204 році місто несподівано атакувала генуезька ескадра під командуванням Аламанно де Коста, що прямувала до Крита. Пізанські кораблі були знищені і після шестиденної облоги Сиракузи капітулювали. Місто було оголошено володінням Генуї, а да Коста навіть називав себе «князем Сиракуз».
У 1212 році німецькі князі обрали Фрідріха Сицилійського імператором Священної Римської імперії під ім'ям Фрідріха II. Молодий імператор став повертати собі законні володіння, і в 1220 році відвоював Сиракузи. Місто він оголосив «найвірнішим». За наказом монарха придворний архітектор Рікардо да Лентіні перебудував цитадель (кастелло Маньяче), єпископський палац і звів палац Белломо.

### Анжуйське «інтермеццо». Сиракузи під арагонською владою
Фрідріх II втягнувся у запеклу боротьбу із папським Римом, який натомість підтримав претензії на сицилійський престол Карла Анжуйського. Серед інших міст острова Сиракузи опинилися під його владою у 1268 році. Але правління Анжуйської династії було недовгим. Під час «Сицилійської вечірні» (1282) року мешканці Сиракуз стали на бік інших претендентів на сицилійський престол — арагонців. Тож коли представники Арагонської Корони взяли гору, на знак вдячності за підтримку місту був даровані значні привілеї.
У 1302 році Сицилія була перетворена на королівство Тринакрію. Її володар — Федеріго II одружився з Елеонорою Анжуйською і віддав їй Сиракузи як весільний подарунок. Місто перетворилося на центр так званої ‘’Camera Reginale’’ — особистих володінь сицилійських королев. У 1321 році в Сиракузах збирався сицилійський парламент.
У місті будували розкішні палаци представники знатних родин, які влаштувалися на Сицилії, — Абела, К'ярамонте, Нава, Монтальто.
У 1492 році з міста вигнали євреїв, що до цього населяли квартал Джудекка.

### Барокова доба. Сиракузи за часів Рисорджименто
У 1527 році за наказом Карла V починається повна перебудова мурів та фортечних споруд Сиракуз. У 1538 році була остаточно ліквідована ‘’Camera Reginale’’ і місто було підпорядковано безпосередньо уряду. Місто постраждало від землетрусів, що сталися в 1542 і 1693 роках. Під час першого була зруйнована дзвіниця собору і фортеця Маріет. Після другого у відродженому місті зводять будівлі в стилі сицилійського бароко, що характерно для всіх міст острова.
У 1704 році потужний вибух, викликаний ударом блискавки, мало не знищив кастелло Маньяче. В 1729 році Сиракузи пережили епідемію чуми.
У 1837 році, після епідемії холери, мешканці Сиракуз підняли повстання проти Неаполітанських Бурбонів, що правили в королівстві Обох Сицилій. Як покарання король Фердинанд II (1830—1859) переніс столицю провінції з Сиракуз до Ното. А це лише посилило обурення, тож коли на Сицилії в 1848 році спалахнула революція, Сиракузи підтримали її одними з перших.
Після об'єднання Італії в 1865 році Сиракузам повернули статус столиці провінції. У 1870 були знесені міські мури і побудовано міст, що з'єднав Ортігію з узбережжям. Наступного року була відкрита залізниця.

## Персоналії
- Близько 287 р. до н. е. в Сиракузах народився один з найвидатніших вчених античності, грецький математик і фізик Архімед.
- Теокріт — давньогрецький поет, один з найвидатніших представників літератури раннього еллінізму.

## Галерея

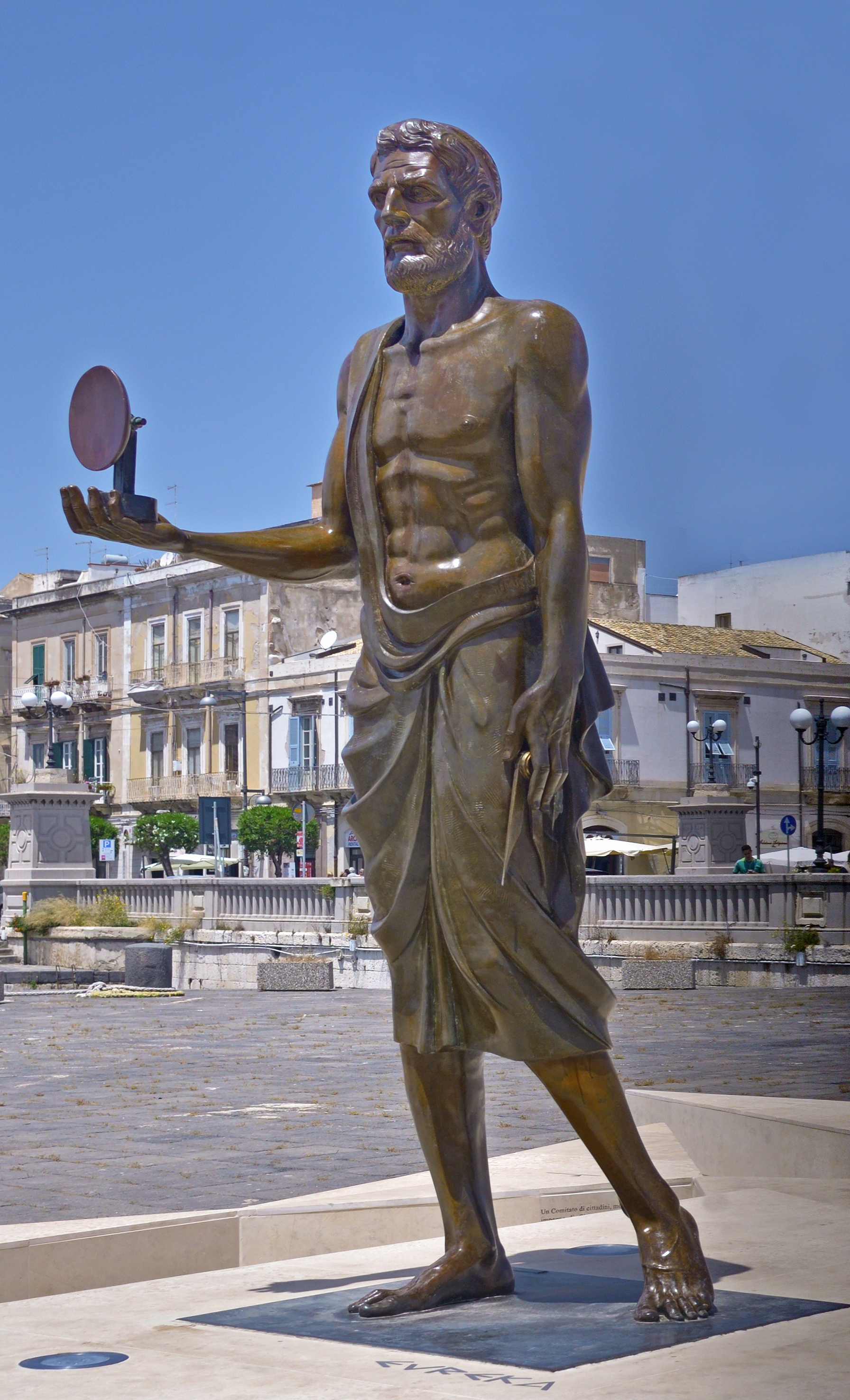
Пам'ятник Архімеду
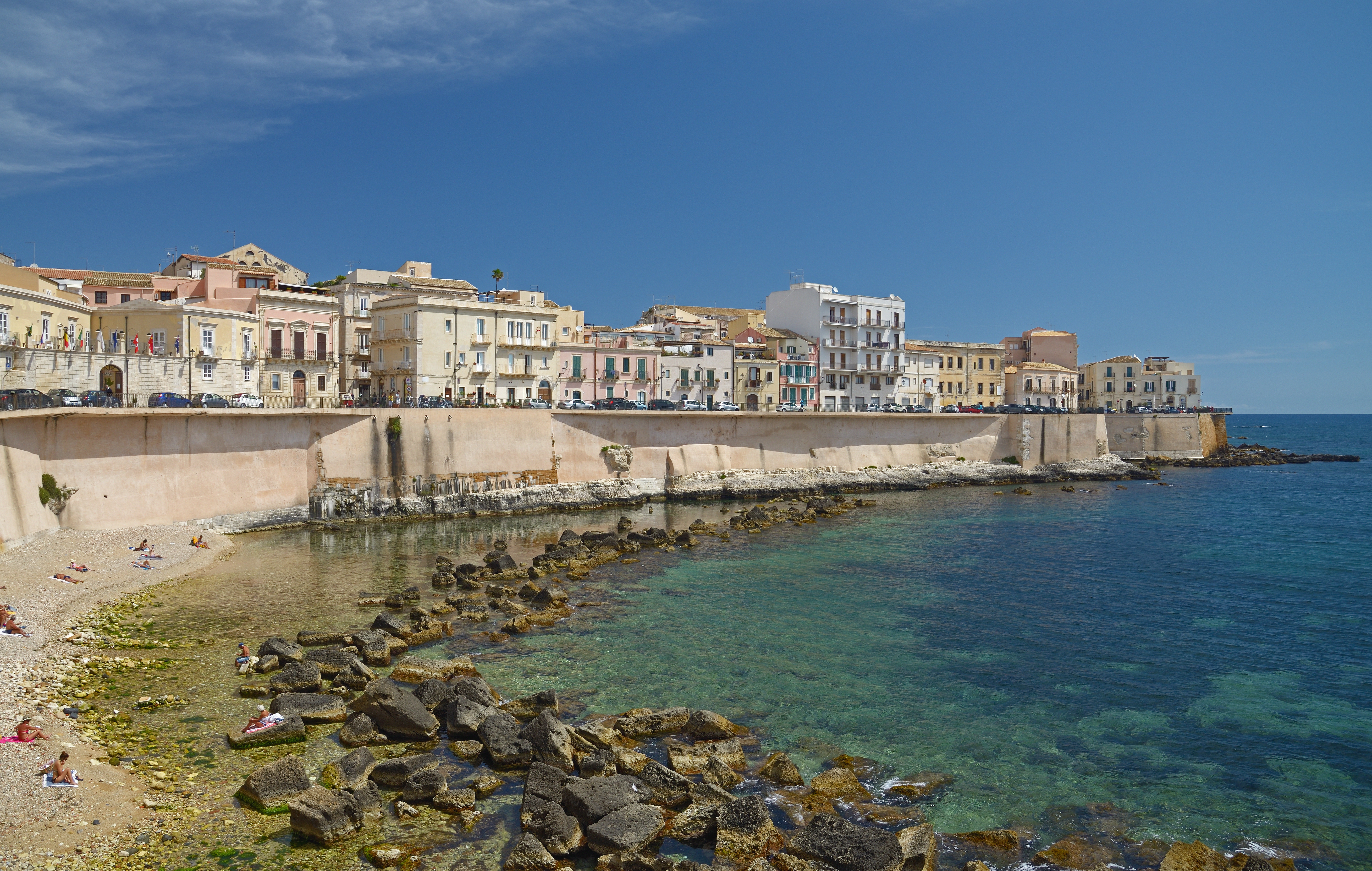
Лінгомаре ді Леванте. Ортіджія
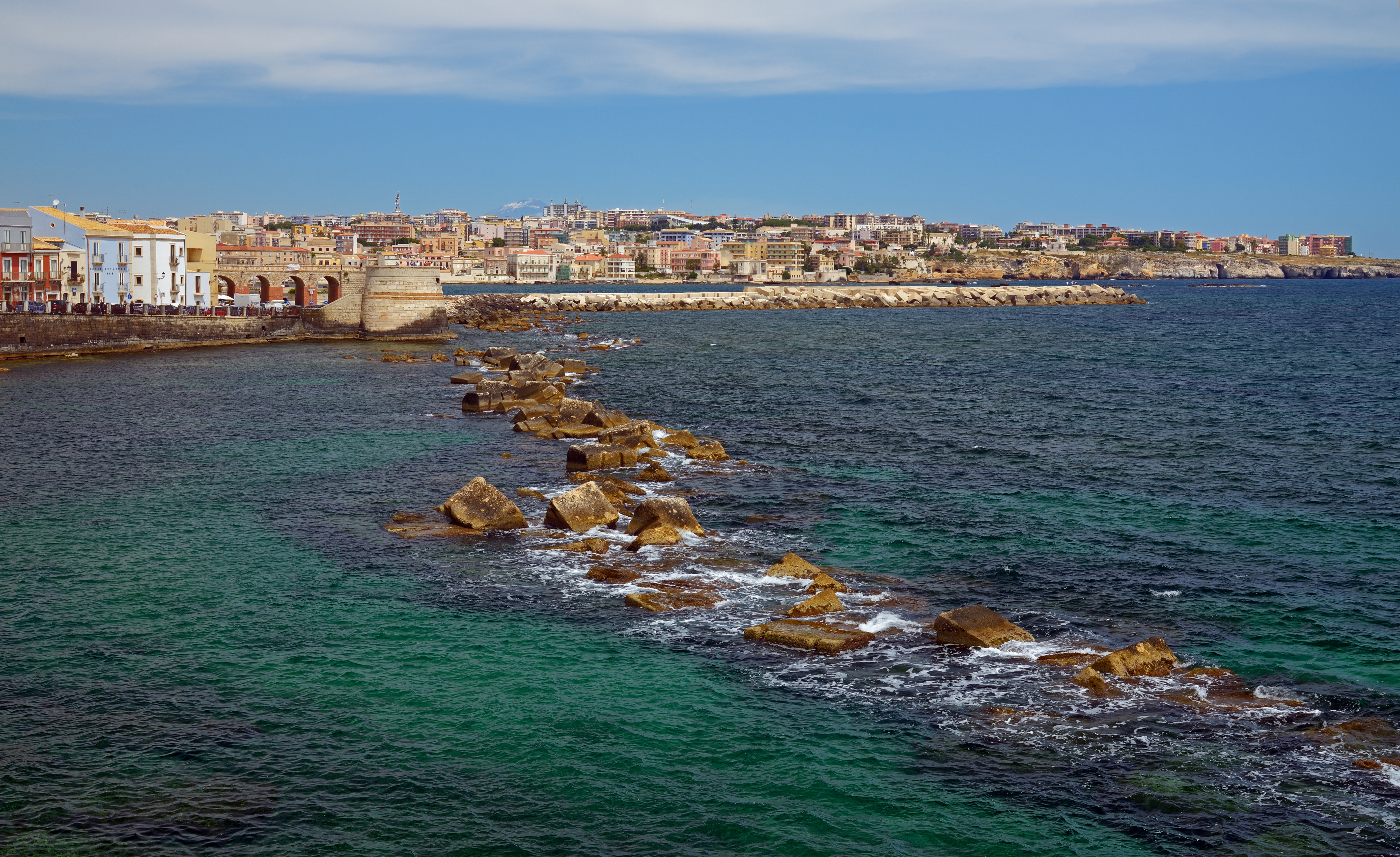
Погляд на Сиракузи і Етну з Ортіджії
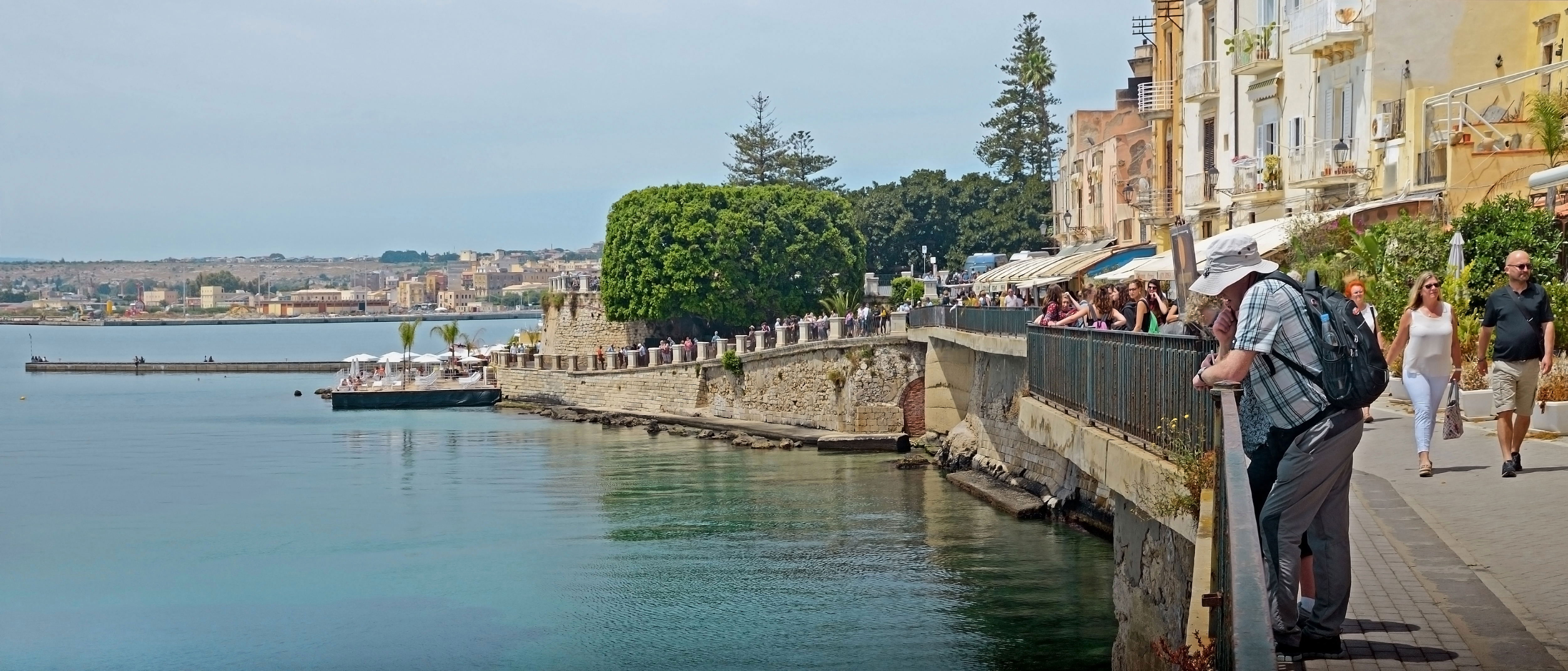
Лінгомаре Алфео і Фонтан Аретузи
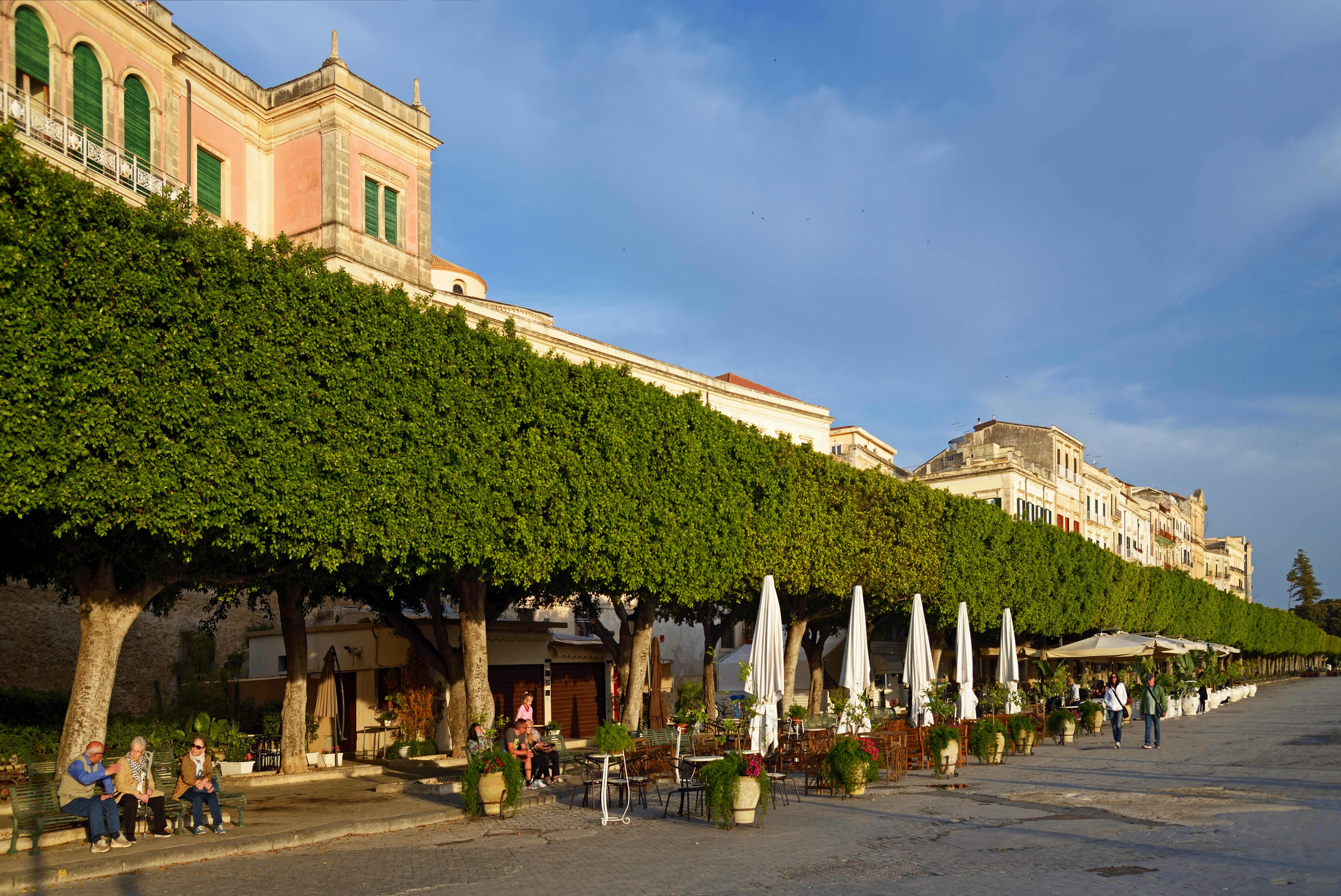
Набережна в Сиракузах
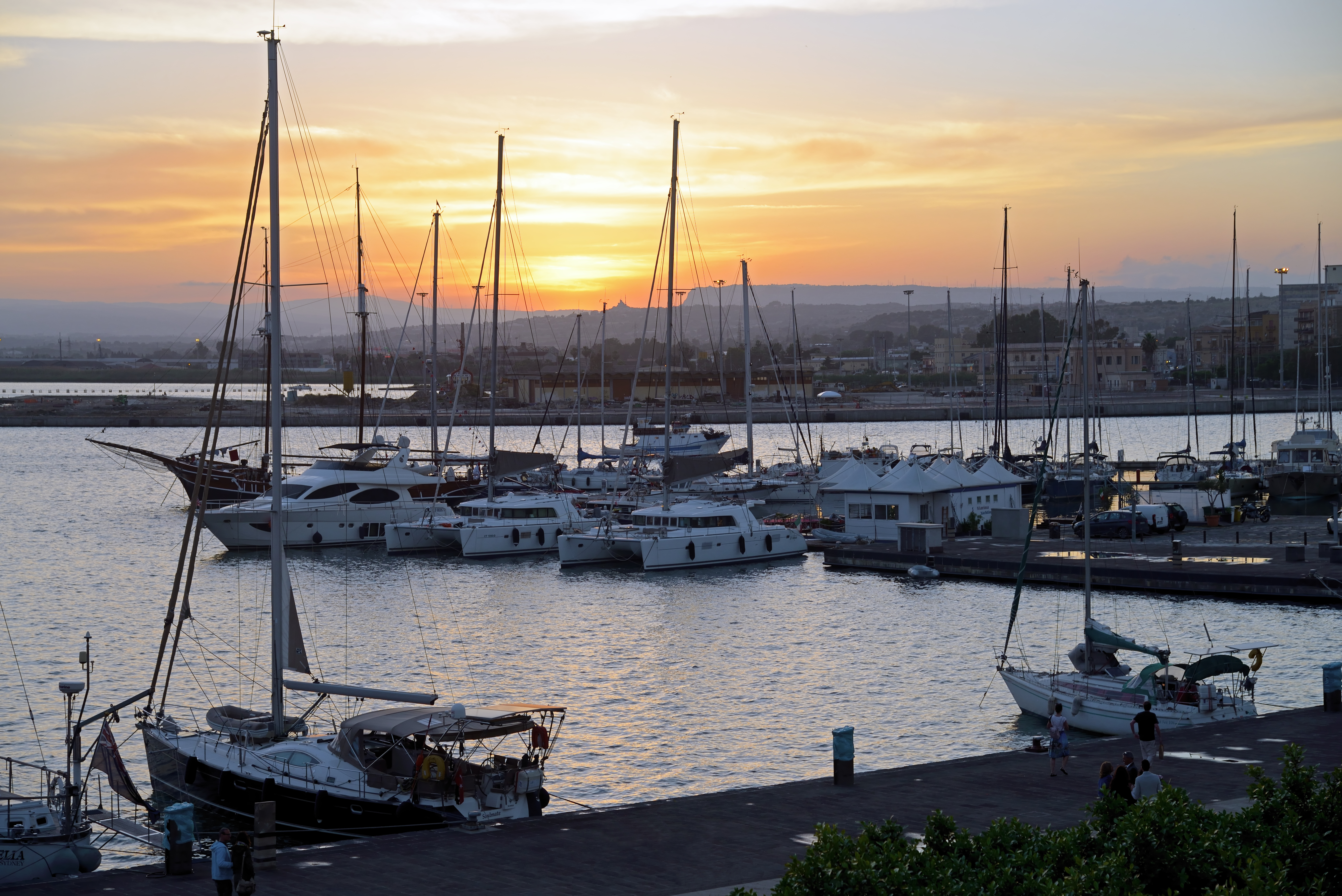
Яхти при заході сонця